# تپه هرکو
تپه هرکو مربوط به دوران پیش از تاریخ ایران باستان است و در شهرستان دورود، بخش سیلاخور، روستای کاغه واقع شده و این اثر در تاریخ ۲۴ اسفند ۱۳۸۳ با شمارهٔ ثبت ۱۱۷۲۱ به‌عنوان یکی از آثار ملی ایران به ثبت رسیده است.